# 성은학교
성은학교는 대한민국 경기도 성남시 분당구 야탑동에 있는 공립 특수학교다. 지적장애 학생을 위한 특수교육기관으로 유치부, 초등부, 중학부, 고등부, 전공과를 두고 있다.

## 연혁
- 1995년 3월 1일 : 개교